# Yang Qiuxia
Pour les articles homonymes, voir Yang.
Yang Qiuxia (en chinois : 杨秋霞), née le 7 juillet 1998, est une joueuse de parabadminton chinoise concourant en SU5 pour les athlètes pouvant tenir debout mais ayant un handicap au niveau d'un membre supérieur. Après le titre mondial en 2019, elle remporte le titre paralympique en 2021 à Tokyo et en 2024 à Paris.

## Biographie
Yang Qiuxia est amputée de son bras gauche après avoir été mordue par un serpent venimeux à l'âge de deux ans.

## Palmarès

### Jeux paralympiques

#### En individuel
| Date | Lieu                               | Concurrent             | Score        | Résultat |
| ---- | ---------------------------------- | ---------------------- | ------------ | -------- |
| 2021 | Gymnase olympique de Yoyogi, Tokyo | Ayako Suzuki           | 21-17, 21-4  | Or       |
| 2024 | Arena Porte de la Chapelle, Paris  | Thulasimathi Murugesan | 21-17, 21-10 | Or       |

### Championnats du monde

#### En individuel
| Date | Lieu                      | Concurrent   | Score               | Résultat |
| ---- | ------------------------- | ------------ | ------------------- | -------- |
| 2017 | Dongchun Gymnasium, Ulsan | Ayako Suzuki | 21-18, 18-21, 18-21 | Argent   |
| 2019 | Halle Saint-Jacques, Bâle | Ayako Suzuki | 17-21, 21-17, 21-15 | Or       |

#### En double mixte
| Date | Lieu                      | Partenaire    | Concurrent                      | Score        | Résultat |
| ---- | ------------------------- | ------------- | ------------------------------- | ------------ | -------- |
| 2017 | Dongchun Gymnasium, Ulsan | Yang Jianyuan | Hary Susanto Leani Ratri Oktila | 14-21, 14-21 | Argent   |